# Frieder Kühner
Frieder Kühner (* 20. August 1951 in Heilbronn) ist ein deutscher Bildender Künstler.

## Leben
Frieder Kühner studierte von 1970 bis 1972 an der Hochschule für Gestaltung Schwäbisch Gmünd Grafikdesign und Industriedesign. Von 1974 bis 1980 folgte ein Studium der freien Malerei an der Staatlichen Akademie der Bildenden Künste Stuttgart bei Dieter Groß und Paul Uwe Dreyer. 1982 war er maßgeblich am Aufbau des Atelierhauses in der Brückenstraße 45A in Stuttgart beteiligt, welches bis heute Wirkungsstätte für Künstler ist. 1984 war Kühner Mitbegründer der Künstlergruppe „Konstruktive Tendenzen“, für die er zahlreiche Ausstellungen und Publikationen umsetzte. Zwischen 1988 und 1989 widmete er sich der Planung und Einrichtung des Atelierhauses in der Nordbahnhofstraße in Stuttgart. 1992 war er Mitbegründer des Vereins „VOR-SICHT-Kunst“ in Kirchheim unter Teck. Bis 1998 war er Mitarbeiter im Atelier von Anton Stankowski.

## Werk
Im Zentrum von Frieder Kühners künstlerischem Schaffen steht die Erforschung und Konstruktion von Bildräumen. Mit seinem malerischen, zeichnerischen, plastischen sowie installativen Werk lädt er zur Hinterfragung der eigenen Wahrnehmung ein. Kühners künstlerisches Arbeiten ist abgeleitet von den abstrahierenden Denk- und Erkenntnismodellen der Naturwissenschaften. Neben vereinzelten singulären Werken arbeitet Kühner vornehmlich in Serien. Einem festgelegten System folgend, entwickelt er verschiedene Bildvarianten, die sich in ihrer Komplexität und Farbgebung unterscheiden. Konkrete Zahl- und Maßverhältnisse bilden die Grundlage seiner mathematisch bestimmbaren Bildpläne.

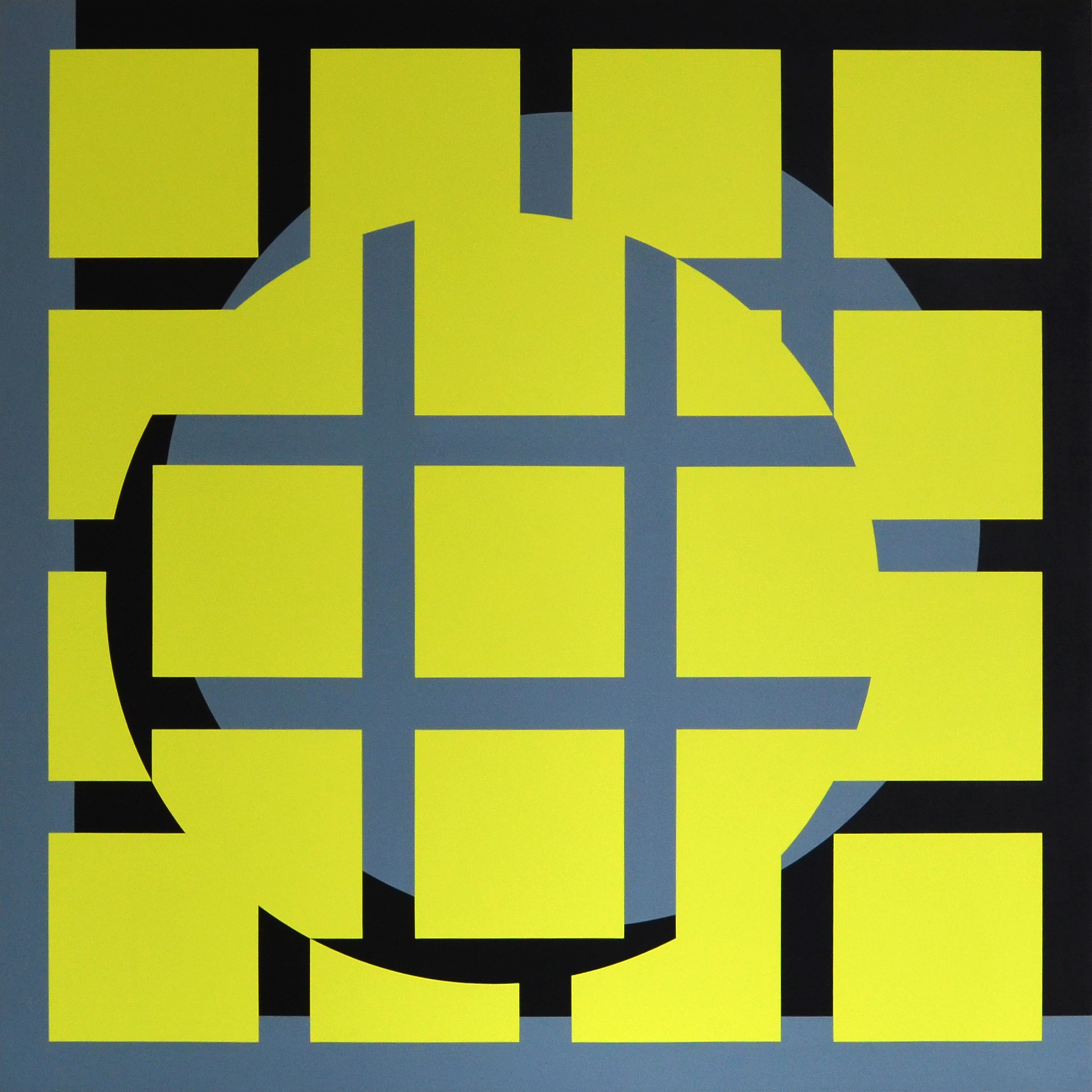
Frieder Kühner, o.T., 1994
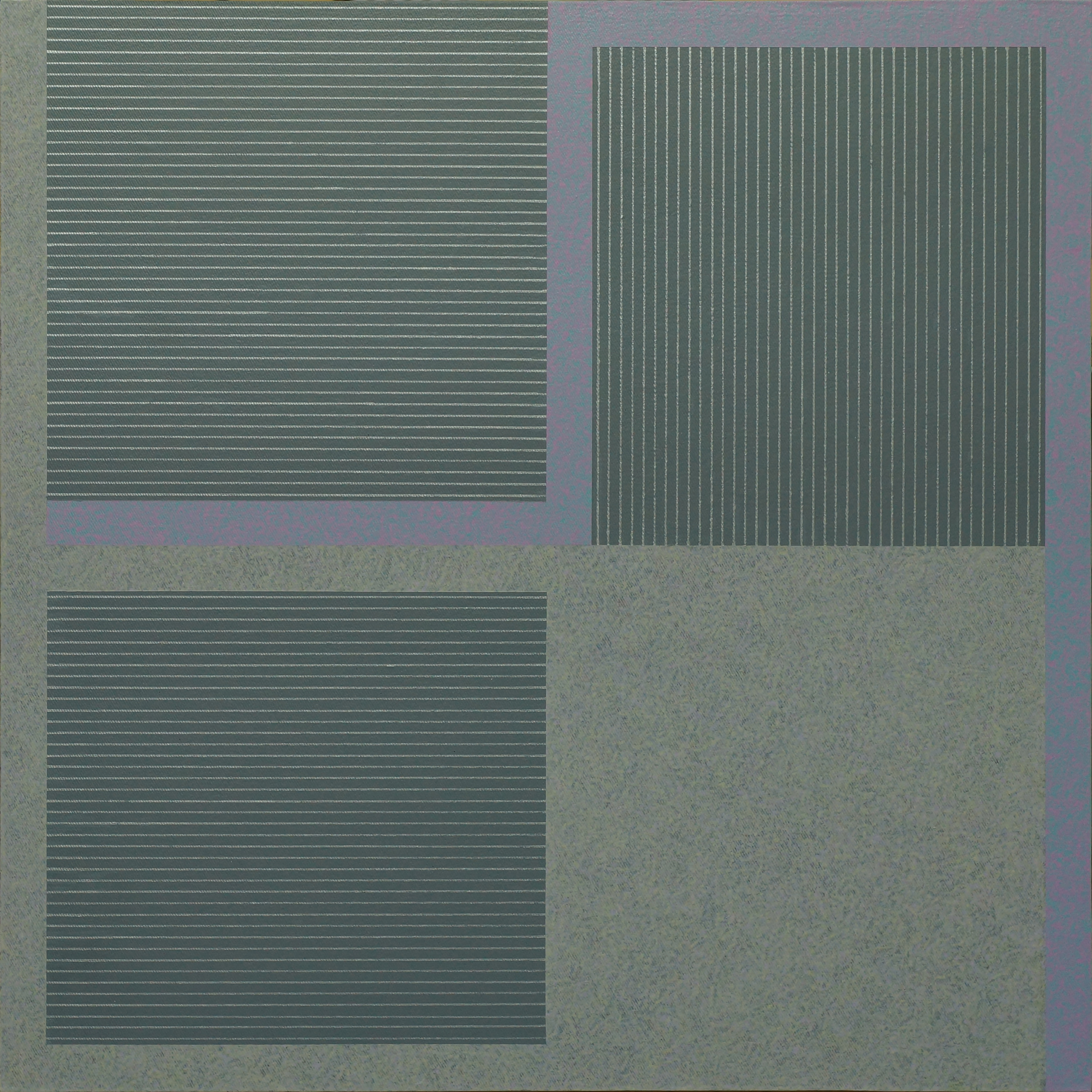
Frieder Kühner, o.T., 2012
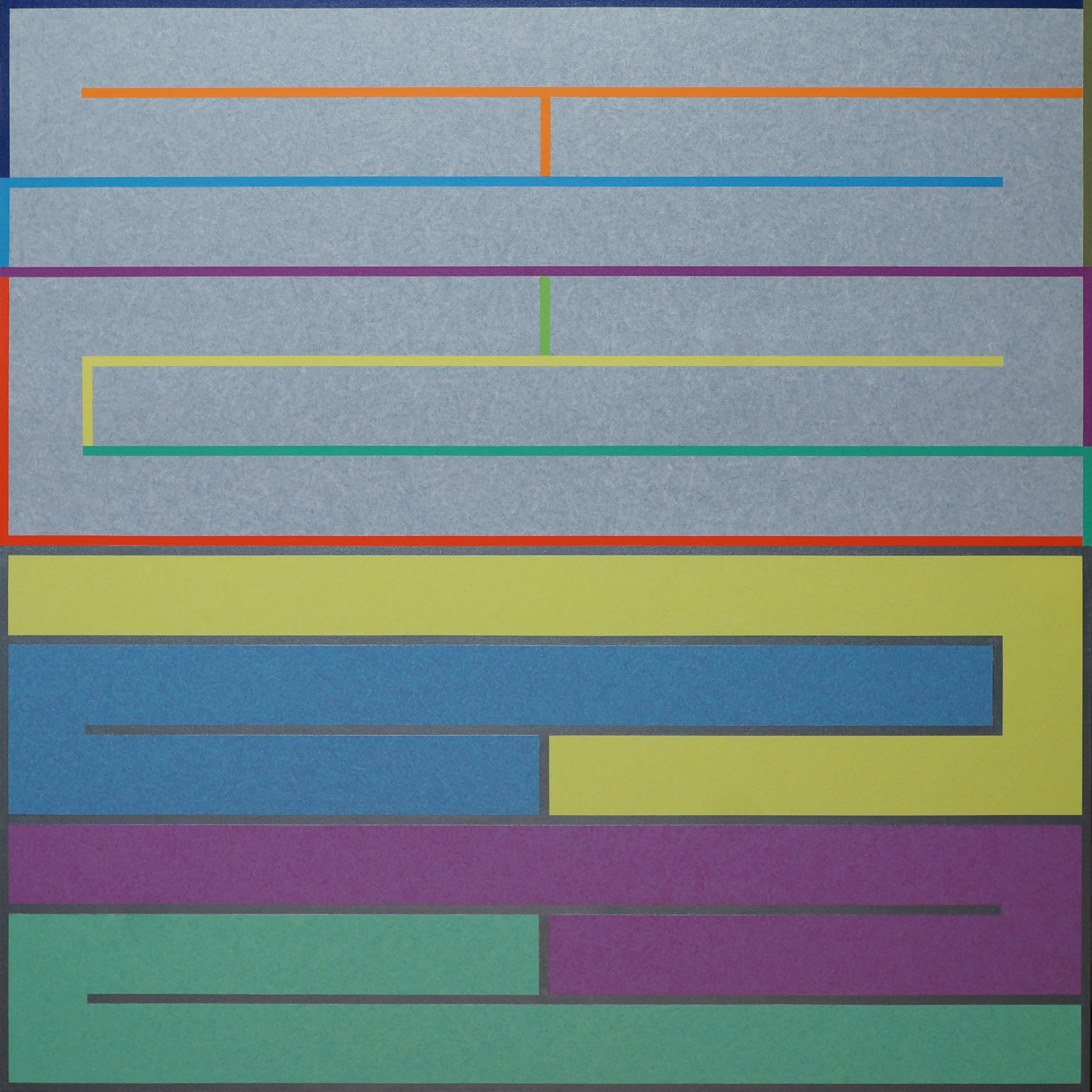
Frieder Kühner, o.T., 2012

## Ausstellungen (Auswahl)
- 1972: Galerie Edith Wahland, Schwäbisch Gmünd (Einzelausstellung(EA))
- 1975: Hohenloher Kunstverein (EA)
- 1975: Kulturzentrum „Prediger“, Schwäbisch Gmünd (EA)
- 1980–1998: Diverse Gruppenausstellungen des VBKW, Verband Bildender Künstler und Künstlerinnen Baden-Württemberg e.V.
- 1983: Galerie der Stadt Fellbach
- 1984–1991: Jahresausstellungen der Künstlermitglieder des Württ. Kunstvereins, Stuttgart
- 1984: Konstruktive Tendenzen (KT), Gründungsausstellung, Galerie „Kultur unterm Turm“, Stuttgart
- 1984: KT, Galerie Materia, Karlsruhe
- 1985: KT, Brückenturmgalerie der Stadt Mainz
- 1985: KT, Galerie im Rathaus, Waiblingen
- 1985: KT, Künstlerhaus, Ulm
- 1985: KT, Brennpunkt Breitenbrunn, Österreich
- 1986: KT, „Denken auf Papier“, Galerie Zeitlupe, Heidenheim
- 1987: Galerie Buch-Julius, Stuttgart
- 1987: KT, „Prinzip Reihe“, Galerie „Kultur unterm Turm“, Stuttgart
- 1988: Ausstellung zum Kunstpreis der Sparkasse Karlsruhe
- 1989: Ausstellung zum Kunstpreis der Sparkasse Karlsruhe
- 1989: KT, Stuttgart in Kairo, Ekhnaton Galery Center of Arts, Kairo, Ägypten
- 1991: KT, Kunstverein Kirchzarten
- 1992: Galerie im Heppächer, Esslingen (EA)
- 1992: KT, „2x2“, Galerie „Kultur unterm Turm“, Stuttgart
- 1992: KT, Galerie in der Lende, Kressbronn
- 1992: „VOR-SICHT-Kunst“, Tiefgarage des Parkhotels, Kirchheim u. Teck
- 1995: KT, “Idee und Werk”, Staatl. Galerie am Fischmarkt, Erfurt
- 1995: KT, “Idee und Werk”, Galerie der Stadt Sindelfingen
- 1996: Rathaus Leonberg (mit Max Schmitz)
- 1996: Kunsthaus Schaller, Stuttgart (mit Horst Kuhnert und Peter Staechelin)
- 1996: Galerie Buch-Julius, Stuttgart (EA)
- 1998: Galerie Cappel, Öhringen / Cappel (mit H. Madlinger)
- 1999: Städtische Galerie Möglingen (mit Horst Kuhnert)
- 2000: Galerie Keim, Stuttgart
- 2002: Rathausgalerie der Stadt Aalen
- 2003: Atelierhaus Nordbahnhofstraße, Stuttgart
- 2003: KT, E-Werk Hallen für Kunst Freiburg
- 2005: KT, Kunstmuseum Gelsenkirchen
- 2006: Galerie im Rathaus Aalen (mit Horst Kuhnert)
- 2006: KT, Städtische Galerie im Fruchtkasten des Klosters Ochsenhausen
- 2009: Kunstverein Radolfzell, Villa Bosch (mit Ruth Biller)
- 2013: Kunstmuseum Gelsenkirchen (mit Horst Kuhnert)
- 2021: Galerie Reinhold Maas, Reutlingen
- 2021: 6. Roter Kunstsalon, Museum Villa Roth